# Довсунское
Довсунское (также Довсун) — упразднённое село в Будённовском районе Ставропольского края.
Образовано путём объединения четырёх самостоятельных немецких колоний — Вильгельм, Германсбург, Иоганнесгейм и Карлсруэ. Являлось крупнейшим поселением российских немцев в Ставропольской губернии, затем — в Ставропольском округе Северо-Кавказского края.
Снято с учёта в 1966 году. В настоящее время на его месте находится посёлок Прогресс.

## География
Село располагалось у реки Мокрая Буйвола, в 153 км к востоку от города Ставрополя — административного центра Ставропольского края. Ближайшими к Довсунскому населёнными пунктами были: на северо-западе — Толстово-Васюковское (19 км); на юго-западе — Чкаловский (10 км), Новая Жизнь (14 км), Будённовск (27 км); на юге — Вторая ферма совхоза «Большевистская искра» (3 км); на востоке — Центральная усадьба совхоза «Большевистская искра» (2 км), Первая ферма совхоза «Большевистская искра» (4 км); на северо-востоке — Сотниковское (13 км), Спасское (20 км).

## История
После окончания Русско-турецкой войны 1768—1774 годов в числе мер российского правительства, направленных на ускорение процесса колонизации пустующих земель Северного Кавказа (в том числе земель нынешнего Ставрополья), было заселение их иностранными колонистами, в особенности выходцами из Германии, Великобритании и ряда других стран.
14 (25) июля 1785 года императрицей Екатериной II был подписан манифест «О дозволении иностранцам селиться по городам и селениям Кавказской губернии и отправлять беспрепятственно торги, ремёсла и промыслы свои». В соответствии с этим документом колонистам, пожелавшим «основать своё жительство» в «стране Кавказской», гарантировалась надлежащая защита и получение денежных пособий для развития хозяйства, возможность широкой деятельности в области торговли и ремёсел, свобода вероисповедания, а также освобождение сроком на 6 лет от всех государственных податей.
Появление первых немецких переселенцев на Ставрополье относится ко 2-й половине XVIII века, а в XIX веке здесь начали возникать самостоятельные поселения российских немцев.

### XIX век
Село Довсунское образовано 19 июня 1879 года (по другим данным — в 1880 году):53 в Новогригорьевском уезде Ставропольской губернии. Его основателями были причерноморские и поволжские немцы, переселившиеся из Таврической, Саратовской, Самарской, Екатеринославской и Херсонской губерний. Обустройство колонистов происходило под наблюдением и руководством пастора Трейфельдта. Земля, отданная селению, находилась во владении казны. До прихода немцев здесь кочевали трухменские пастухи.
Первоначально селу был отведён земельный надел площадью 4820 десятин (включая 200 десятин неудобной земли):53. Затем, в 1881 году, было прирезано ещё 15 000 десятин (по другим данным — 20 000 десятин), так как предполагалось поселить в этом селе 1272 души обоего пола. Но, как указано в реестре землям Ставропольской губернии на трёхлетие с 1887 года, «предположение это не осуществилось и вскоре было оставлено, — а в 1884 г. названному селу определено дать надел лишь по числу 500 д. (по 15 дес. на душу)», те есть 7500 десятин. Согласно донесению местного мирового посредника от 28 июля 1885 года № 2023, этим последним количеством земли Довсунское сельское общество фактически и пользовалось:53. Впоследствии показания о площади земельного надела села, внесённые в реестр на трёхлетие с 1884 года, были признаны неверными:53. В «Регистрации земельной собственности по категориям владения в Ставропольской губернии … на 1-е сентября 1889 г.» сообщается, что из 11 780 десятин земли, отрезанной от села Довсунского, 272,50 десятин было отведено «посёлку без названия из 10 семей», относившемуся ко 2-му стану Новогригорьевского уезда; 5500 десятин передано в дополнительный надел селу Михайловскому Ставропольского уезда, а 6007,50 десятин остались во владении казны:35—36.

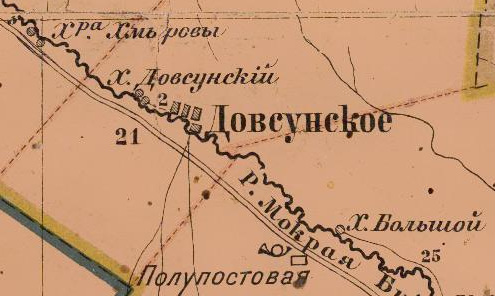
Село Довсунское на карте Ставропольской епархии 1889 года. Цифрой 2 обозначено расстояние в вёрстах до близлежащего хутора Довсунского (по просёлочной дороге).

По сведениям действительного члена Ставропольского губернского статистического комитета Иосифа Викентьевича Бентковского, в 1880 году Довсунское состояло из 10 дворов и такого же количества домов:64—65. «Наличных» жителей было 62 немца, в хозяйстве у которых имелось 254 лошади, 143 коровы, 51 овца тонкорунной породы, 10 коз, свинья и буйвол. Согласно списку населённых мест Ставропольской губернии за 1889 год село относилось к Сотниковской волости 2-го стана Новогригорьевского уезда, в нём числилось 311 дворов, 314 жилых домов (в том числе 3 отдельно стоящие избы), 2 лютеранских молитвенных дома, училище, сельское управление, 4 лавки (в том числе 2 винные). Общее число жителей составляло 1697 человек.
В 1880—1890-х годах Довсунское несколько раз подвергалось нападениям саранчи и один раз пострадало от сильного града. В 1892 году в селе была эпидемия холеры, унёсшая жизни 75 человек.
В соответствии с «Памятной книжкой Ставропольской губернии на 1893 год», в Довсунском насчитывалось 210 дворов с населением 1176 человек, действовали 2 молитвенных дома, евангелическо-лютеранское училище, а также 2 магазина и питейное заведение. По владенной записи село располагало 7500 десятинами удобной земли. Основными занятиями местного населения были молочное животноводство, овцеводство и садоводство. Скотоводческое хозяйство села включало 741 лошадь, 8 рабочих волов, 591 голову крупного рогатого скота и 751 голову мелкого рогатого скота. При этом 12 дворов не имели лошадей, а 178 — волов; ещё в 10 дворах не было никакого скота.
По данным справочника «Ставропольская губерния в статистическом, географическом, историческом и сельскохозяйственном отношениях», составленного в 1897 году инспектором народных училищ Ставропольской губернии Антоном Ивановичем Твалчрелидзе, село состояло из 227 дворов с таким же количеством домов, в которых проживало 1830 человек (вместе с иногородними). Кроме жилых строений, здания сельской управы, двух молитвенных домов и трёх церковно-приходских училищ, в Довсунском были одна мелочная, одна мануфактурно-бакалейная и две винных лавки, ветряная мельница и запасный хлебный общественный магазин, где могло храниться до 1000 четвертей зерна. Аптеки и почты в селе не было. Медицинскую помощь больным оказывал вольнопрактикующий фельдшер, а необходимые им лекарственные препараты доставлялись из аптек сёл Прасковея и Благодарное. Услуги почтовой связи жителям Довсунского предоставляла Благодарненская почтово-телеграфная контора.
Основными занятиями довсунцев в 1890-е годы по-прежнему оставались земледелие и скотоводство. У многих селян были свои огороды, использовавшиеся, как писал Твалчрелидзе, исключительно для выращивания картофеля.

Село редко страдает от засух, но считается малоурожайным. Из хлебных растений здесь сеются: пшеница, овёс, ячмень, просо и лён. В большем количестве сеется пшеница. В средний урожай её собирается 4 четв. с десятины, а в хороший — 6 четв. Продукты сельскохозяйственных растений получаются не высокого качества.— Твалчрелидзе А. И. Село Довсунское
Жители Довсунского применяли плодопеременную (плодосменную) систему земледелия с «переделением» земли через 5 лет. Для вспашки почвы использовались железные плуги, в которые впрягали 2—3 пары лошадей. Кроме плугов в селе имелись жатки и косилки. Все «усовершенствованные земледельческие орудия» немцы приобретали в городе Георгиевске. Там же они сбывали свою сельскохозяйственную продукцию. По словам Твалчрелидзе, в средний урожай селом продавалось «пшеницы — на 2000 р., льна — на 800 р. и ячменя — на 300 р., а в хороший — вдвое больше».

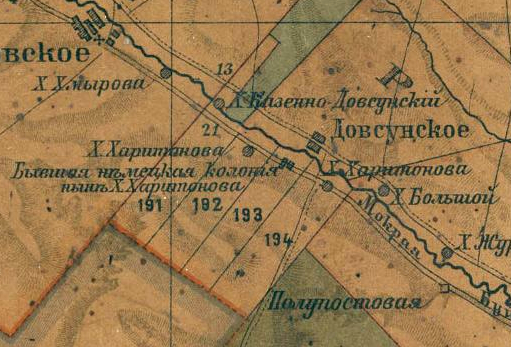
Село Довсунское на карте Ставропольской губернии 1896 года. Под номерами 191, 192, 193 и 194 указаны земельные наделы с хуторами, принадлежавшие Ивану Семёновичу и Михаилу Семёновичу Харитоновым.

Поголовье сельскохозяйственных животных, содержавшихся на личных подворьях довсунцев, в середине 1890-х годов насчитывало 2186 голов, включая 658 лошадей, 700 голов рогатого скота, 597 овец, 35 коз и 196 свиней. Скот на продажу не выставлялся.
В справочнике А. И. Твалчрелидзе также сообщается о двух тавричанах, живших поблизости от села и занимавшихся земледелием и овцеводством. По всей видимости, автор имел в виду братьев Харитоновых, крестьян из Таврической губернии, владевших несколькими земельными участками на правом берегу Буйволы, напротив Довсунского:53—54. На карте Ставропольской губернии 1896 года на этих землях отмечены 3 хутора, один из которых подписан как Бывшая немецкая колония ныне Х.Харитонова (участок № 193:54). В реестре землям Ставропольской губернии на трёхлетие с 1887 года имеются сведения о том, что земельный участок площадью 1543 десятины 800 квадратных саженей, где находилась эта колония (до его покупки в 1884 году крестьянином Семёном Фёдоровичем Харитоновым:36), принадлежал поселянам-немцами из Тираспольского уезда Херсонской губернии в количестве 14 человек: Аманну, Гохгальтеру, Шмидту, Штигельмайеру, Шока, Мецкеру, Фауту, Гейне, Боллингеру, Эбергардту, Адаму, Якоберу, Эйхелю и Гренцу (по купчей крепости, утверждённой 2 октября 1884 года старшим нотариусом Ставропольского окружного суда):60—61.
К концу 1890-х годов село Довсунское состояло из 284 дворов с населением 2091 человек. Согласно «Памятной книжке Ставропольской губернии на 1898 год», в нём функционировало 3 церкви, 3 церковно-приходских (лютеранских) училища, одна винная и 4 мануфактурных лавки, 6 кузниц. В пользовании жителей было 26 435 голов скота.

### XX век
В 1900 году Новогригорьевский уезд был переименован в Благодарненский (Благодаринский) в связи с перенесением уездного центра в село Благодарное. В начале XX века в Благодарненском уезде было 3 стана. Село Довсунское относилось к 1-му стану.

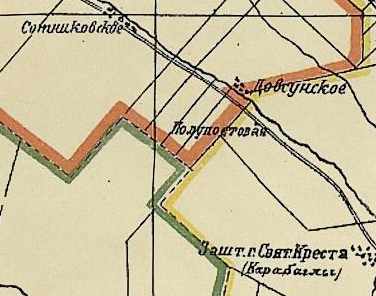
Село Довсунское на карте Ставропольской губернии 1909 года. Коричневой линией обозначена граница Благодарненского уезда, зелёной — Александровского уезда, жёлтой — Прасковейского уезда.

В 1902 году в Довсунском проживало 2849 человек. В распоряжении сельского общества имелось 7500 десятин земли (под посевами — 5980 десятин), 687 голов крупного рогатого скота, 519 овец:15. По данным за 1903 год, в селе было 374 двора с населением 2294 человек. Крупного рогатого скота числилось 1380 голов, мелкого рогатого скота — 730, лошадей — 2082. В населённом пункте находилось 3 лютеранских училища, 5 мельниц (1 паровая, 1 с конным приводом и 3 ветряных), маслобойный завод и 10 магазинов.
В научно-справочном издании «История городов и сёл Ставрополья» (2008) отмечается, что жители Довсунского «отличались законопослушностью и не принимали участия в революционных событиях 1905—1907 гг.».
В соответствии со «Списками населённых мест Ставропольской губернии (по данным 1909 года)», в волостном селе Довсунском, относившемся к 5-му стану Благодарненского уезда, насчитывалось 468 дворов с 4527 жителями, 4 молитвенных дома, 3 школы, 6 торговых и 2 промышленных предприятия. Кроме того, в населённом пункте размещались волостное правление, ссудно-сберегательная касса, хлебозапасный магазин, пожарный обоз, а также аптека:98—99. По данным «Списка фабрик и заводов России 1910 г.», в Довсунском было две мукомольных мельницы с газогенераторными двигателями, принадлежавшие Ивану Аксту и Ивану Беккеру, и одна с нефтяным двигателем, которой владел Платон Бобров. Годовой помол мельницы Акста достигал 150 тысяч пудов зерна, а мельницы Боброва — 200 тысяч пудов:776.
Согласно «Памятной книжке Ставропольской губернии на 1915 год», число жителей села составляло 3964 человек, количество имевшегося у них скота — 5282 головы, в том числе 2566 лошадей, 1192 коровы, 176 овец, 112 коз, 16 верблюдов и 1220 свиней. В Довсунском действовали 5 одноклассных училищ:214, предприятие мануфактурно-смешанной торговли Якова Яковлевича Стоялова, вальцовая мельница Фёдора Семёновича Харитонова и Семёна Платоновича Боброва:236.
1 января 1918 года власть в Ставропольской губернии перешла к Советам, и была провозглашена Ставропольская советская республика. Сразу после этого на территорию губернии распространилась гражданская война.

В годы борьбы за власть в России в период гражданской войны в Ставропольской губернии во многом складывалась анархическая обстановка, и Давсунский колонистский анклав серьёзно пострадал в результате нападений бандитствующих элементов, поборов и реквизиций со стороны рабочих вооружённых отрядов и местных властей, проходивших через Д[авсунское]. воинских частей.— Терещенко А. Г. Давсунское (Давсун)
По данным за 1920 год Довсунская волость, по-прежнему относившаяся к Благодарненскому уезду, состояла из одного населённого пункта — села Довсунского с населением 3437 человек. Площадь земель волости составляла 21445,99 десятин.
6 ноября 1923 года вышел Декрет Всероссийского центрального исполнительного комитета «Об административном делении Ставропольской губернии», предусматривавший упразднение уездов и волостей и разделение губернии на районы и сельские общества. В 1924 году в губернии было образовано 12 районов, в том числе Благодарненский, с центром в селе Благодарном, в составе бывших волостей Благодарненского уезда: Шишкинской, Александрийской, Елисаветинской, Бурлацкой, Спасской, Сотниковской, Довсунской, Серафимовской, Мирненской, Алексеевской и Благодаринской. 13 февраля 1924 года Ставропольская губерния вошла в состав Юго-Восточной области (с 16 октября 1924 года — Северо-Кавказского края), а 2 июня того же года была преобразована в Ставропольский округ.
В 1924 году в Довсунском был создан исполнительный комитет Довсунского сельского Совета рабочих, крестьянских, красноармейских и казачьих депутатов (с 1936 года — исполком Довсунского сельского Совета депутатов трудящихся). В том же году в селе образовалась артель «Ленинфельд».
По состоянию на 1925 год в селе Довсун Благодарненского района Ставропольского округа Северо-Кавказского края насчитывалось 546 дворов с 3069 жителями. Действовали 2 партийных организации, 2 школы I ступени, изба-читальня и мельница. Источниками водоснабжения для местного населения служили 2 колодца и пруд. Село являлось административным центром Довсунского сельсовета, в состав которого, кроме Довсун, входили посёлок Звенигородский (упразднён в 1973 году) и посёлок (центральная усадьба) совхоза № 1:266—267, образованного 20 июня 1920 года на территории бывших экономий братьев Харитоновых.
| Состав Довсунского сельсовета в 1925 году:266—267 | Состав Довсунского сельсовета в 1925 году:266—267 | Состав Довсунского сельсовета в 1925 году:266—267 | Состав Довсунского сельсовета в 1925 году:266—267 | Состав Довсунского сельсовета в 1925 году:266—267 | Состав Довсунского сельсовета в 1925 году:266—267 | Состав Довсунского сельсовета в 1925 году:266—267 | Состав Довсунского сельсовета в 1925 году:266—267 |
| Номер п/п                                         | Населённый пункт                                  | Тип населённого пункта                            | Расстояние до сельсовета в вёрстах                | Количество дворов                                 | Численность населения                             | Численность населения                             | Численность населения                             |
| Номер п/п                                         | Населённый пункт                                  | Тип населённого пункта                            | Расстояние до сельсовета в вёрстах                | Количество дворов                                 | Мужчин                                            | Женщин                                            | Всего                                             |
| ------------------------------------------------- | ------------------------------------------------- | ------------------------------------------------- | ------------------------------------------------- | ------------------------------------------------- | ------------------------------------------------- | ------------------------------------------------- | ------------------------------------------------- |
| 1                                                 | Довсун                                            | село, административный центр                      | 0                                                 | 546                                               | 1443                                              | 1626                                              | 3069                                              |
| 2                                                 | Звенигородский                                    | посёлок                                           | 4                                                 | 23                                                | н/д                                               | н/д                                               | н/д                                               |
| 3                                                 | Совхоз № 1                                        |                                                   | 4                                                 | 1                                                 | 18                                                | 2                                                 | 20                                                |

Согласно статистическому изданию «Поселенные итоги переписи 1926 года по Северо-Кавказскому краю» (1929), в соответствующем году Довсунский сельсовет объединял уже 7 населённых пунктов: село Довсун с выселками Блюменталь, Иогансталь, Калиненталь, Ленинфельд, Найгофт и посёлок совхоза № 11. Общая численность населения сельсовета составляла 3434 человек (из них 3156 — немцы):255—256.
| Состав Довсунского сельсовета в 1926 году:255—256 | Состав Довсунского сельсовета в 1926 году:255—256 | Состав Довсунского сельсовета в 1926 году:255—256 | Состав Довсунского сельсовета в 1926 году:255—256 | Состав Довсунского сельсовета в 1926 году:255—256 | Состав Довсунского сельсовета в 1926 году:255—256 | Состав Довсунского сельсовета в 1926 году:255—256 | Состав Довсунского сельсовета в 1926 году:255—256 |
| Номер п/п                                         | Населённый пункт                                  | Тип населённого пункта                            | Количество хозяйств                               | Численность населения                             | Численность населения                             | Численность населения                             | Национальный состав                               |
| Номер п/п                                         | Населённый пункт                                  | Тип населённого пункта                            | Количество хозяйств                               | Мужчин                                            | Женщин                                            | Всего                                             | Национальный состав                               |
| ------------------------------------------------- | ------------------------------------------------- | ------------------------------------------------- | ------------------------------------------------- | ------------------------------------------------- | ------------------------------------------------- | ------------------------------------------------- | ------------------------------------------------- |
| 1                                                 | Довсунское                                        | село, административный центр                      | 624                                               | 1400                                              | 1527                                              | 2927                                              | немцев — 2700, великороссов — 200                 |
| 2                                                 | Блюменталь                                        | выселок                                           | 34                                                | 88                                                | 70                                                | 158                                               | немцев — 158                                      |
| 3                                                 | Иогансталь                                        | выселок                                           | 2                                                 | 4                                                 | 4                                                 | 8                                                 | немцев — 8                                        |
| 4                                                 | Калиненталь                                       | выселок                                           | 22                                                | 52                                                | 53                                                | 105                                               | немцев — 105                                      |
| 5                                                 | Ленинфельд                                        | выселок                                           | 20                                                | 48                                                | 46                                                | 94                                                | немцев — 94                                       |
| 6                                                 | Найгофт                                           | выселок                                           | 24                                                | 45                                                | 49                                                | 94                                                | немцев — 91                                       |
| 7                                                 | Совхоз № 11 (б. х. Харитоновых)                   | выселок                                           | 20                                                | 28                                                | 20                                                | 48                                                | великороссов — 24, украинцев — 21, белорусов — 3  |

Все пять немецких выселков размещались вдоль балки Сухая Буйвола, северо-восточнее села Довсунское и северо-западнее села Толстово-Васюковское Прикумского района Терского округа:32. Посёлок совхоза находился к юго-западу от Довсунского.
В 1930 году Ставропольский округ был упразднён. Его районы, включая Благодарненский, отошли в прямое подчинение Северо-Кавказского края (с 1937 года — Орджоникидзевского края). Постановлением ВЦИК от 23 января 1935 года «О новой сети районов Северокавказского края и входящих в его состав автономных объединений» из Благодарненского района был выделен самостоятельный Бурлацкий район (с центром в селе Сотниковском). Довсунский сельсовет вошёл в состав последнего.
По данным энциклопедического справочника «Российские немцы на Юге России и Кавказе» (2000), при коллективизации на территории Довсунского сельсовета образовались новые колхозы, из которых четыре были немецкими. На 25 мая 1937 года в сельсовете насчитывалось всего 7 колхозов: имени Калинина, имени Карла Маркса, имени Карла Либкнехта, имени Ленина, имени Розы Люксембург, имени Сталина и имени Фридриха Энгельса.
К середине 1930-х годов в СССР, на фоне ухудшения отношений с Германией, развернулась антинемецкая кампания, в рамках которой этнические немцы подвергались репрессиям по обвинению в фашистской и контрреволюционной деятельности. В докладной записке «О немецком населении Орджоникидзевского края», составленной 20 сентября 1941 года краевым управлением НКВД, в частности сообщалось о ликвидации в 1937 году 7 немецких фашистских формирований (с общим количеством арестованных 76 человек) в Александровском, Бурлацком, Степновском и других районах края. Одно из таких формирований, по версии органов госбезопасности, действовало в селе Довсунском:

В немецкой колонии Довсун Бурлацкого района ликвидирована контрреволюционная кулацко-фашистская организация в составе 23 человек. Участники контрреволюционной организации систематически устраивали сборища с обсуждением пораженческих и повстанческих вопросов, организовывали подрывную работу в посевную и уборочные кампании и т. д. Главари организации крупные кулаки Развих, Рифель, Эдель, Ольденбургер были связаны с бывшим полицейским приставом г. Будённовска Терпецким, последний в 1923—1925 годах являлся организатором охотничьих занятий Троцкого в прикумских плавнях и в качестве проводников к поездкам Троцкого приставил указанного Развих и других кулаков.— Немецкое население Северного Кавказа: социально-экономическая, политическая и религиозная жизнь : сборник документов
Осенью 1941 года, в ходе депортации немцев с территории СССР, почти всё немецкое население села Довсунского было выслано в административном порядке в восточные регионы страны. Всего по итогам операции по выселению немцев Северного Кавказа, проходившей с сентября 1941 года по январь 1942 года на основании постановления ГКО СССР № 698-сс от 21.09.1941, из Орджоникидзевского края вывезли (преимущественно в Казахскую ССР) около 99,9 тысяч депортантов (включая примерно 50—60 тысяч эвакуированных немцев Крымской АССР).
По воспоминаниям жителя Довсунского Ф. Рогальского, о переселении довсунцам объявили в октябре 1941 года и дали три дня на сборы. После чего немцев в сопровождении конвоя отвезли на железнодорожную станцию, откуда двумя эшелонами отправили на Восток. Из материалов, собранных в сводной базе данных «Жертвы политического террора в СССР» общества «Мемориал», известно, что репрессированных в 1941—1943 годах немецких жителей села Довсунского направляли на спецпоселение в ряд областей Казахстана, а также мобилизовывали на трудовые работы в другие регионы (Урал, Сибирь).
В начале Великой Отечественной войны, после принудительного выселения немцев из Довсунского, освободившиеся дома заселялись еврейскими беженцами и русскими переселенцами из находившихся поблизости сёл. С августа 1942 года до начала 1943 года Довсунское было оккупировано гитлеровцами. 25 августа 1942 года оккупантами было расстреляно 29 евреев, а в начале октября 1942 года убито ещё более 10 человек.
К концу 1940-х годов в состав Довсунского сельсовета входили населённые пункты Довсунское, Блюменфельд (Блюменталь) и Калининталь. В 1949 году «колония Блюменфельд была переименована в хутор Восточный Довсунского сельского совета, а Калининталь — в хутор Сухая Падина Сотниковского, а затем Спасского сельских советов». На 1 мая 1953 года Довсунский сельсовет объединял 2 населённых пункта — село Довсунское и хутор Восточный.
Указом Президиума Верховного Совета РСФСР от 20 августа 1953 года Бурлацкий район был упразднён, входившие в его состав сельсоветы и населённые пункты отошли к Благодарненскому району Ставропольского края. Указом Президиума Верховного Совета РСФСР от 9 сентября 1954 года Довсунский сельсовет и совхоз «Большевистская искра» (бывший совхоз № 1) были переданы в Будённовский район.
К середине 1960-х годов совхоз «Большевистская искра» состоял из центральной усадьбы (ныне — посёлок Искра) и нескольких ферм. Ферма № 3 в частности расположилась на территории села Довсунского, которое на тот момент уже прекратило своё существование. В 1964 году посёлок Третья ферма совхоза «Большевистская искра» переименовали в Прогресс.
31 декабря 1966 года село Довсунское Будённовского района Ставропольского края было снято с учёта. По свидетельству одного из жителей посёлка Тихий (до 1964 года — Вторая ферма совхоза «Большевистская искра»), в середине 1970-х годов побывавшего на том месте, где раньше находилось Довсунское, здесь мало что напоминало о некогда крупном населённом пункте: «Нашли заросшие травой остатки фундаментов домов. Кладбище с рядами ввалившихся могил, большой и массивный крест из ракушечника, лежал на земле. После войны дома разбирали на стройматериалы, рубили сады на дрова. Ничего не осталось».

## Колонии
Согласно справочнику «Ставропольская губерния в статистическом, географическом, историческом и сельскохозяйственном отношениях» (1897) Довсунское было разделено «на 4 части или, вернее, составлено из четырёх сёл, соединённых вместе: Карлсруэского, Вильгельмского, Германсбургского и Иоганнесгеймского». Другими словами, оно представляло собой «объединённую колонию российских немцев», «колонистский комплекс» (по выражению доктора исторических наук А. Г. Терещенко). При этом все четыре «части» этого комплекса до 20-х годов XX века считались самостоятельными колониями.
Вильгельмсгее (нем. Wilhelmshöhe)
Название колонии образовано от нем. Wilhelm — Вильгельм и Höhe — холм, вершина. Другие варианты названия: Вильгельм, Вильгельмсгоф.
В рапорте уездного исправника от 29 января 1911 года об этой колонии сообщалось следующее: «…село Довсунское», как и вообще все сёла Благодаринского уезда, разделяются на сотни (по местному «колонии») и состоит из 4-х таких колоний; одна из них носит название «колония Вильгельмсгоф» и отделяется от остальных колоний — улицей в 10 саженей ширины. В колонии этой имеется около 100 дворов с населением в 350—400 человек, преимущественно, лютеранского вероисповедания».
Германсбург (нем. Hermannsburg)
Название образовано от нем. Hermann — Германн и Burg — замок, крепость. В колонии был свой молитвенный дом, при котором действовала школа.
Иоганнисгейм (нем. Johannisheim)
Название образовано от нем. Johannis — Иоганнес и Heim — обитель, дом. В колонии был молитвенный дом и при нём школа. По данным В. Ф. Дизендорфа, наименование Иоганнсгейм также носило «лютеранское село», которое в «Поселенных итогах переписи 1926 года по Северо-Кавказскому краю» значилось как выселок села Довсунского Иогансталь (от нем. Johannis — Иоганнес и Tal — долина):255—256.
Карлсруэ (нем. Karlsruhe)
Название образовано от нем. Karl — Карл и Ruhe — мир, покой, тишина. В колонии имелся молитвенный дом со школой.
Известно, что до революции 1917 года в Довсунском было шесть улиц, три из которых носили названия Вильгельмсгее, Германсбург, Иоганнисгейм и две — Карлсруэ (шестая улица именовалась Якобштрассе).

## Население
В 1880 году в селе Довсунском Новогригорьевского уезда Ставропольской губернии насчитывалось 62 жителя (36 мужчин и 26 женщин). Иногородних среди них не было:64. В 1889 году здесь проживало уже 1697 человек (854 мужчины и 823 женщины). По окладным листам население сельского общества включало 384 души мужского пола, а по семейным спискам — 1648 душ обоего пола (838 мужчин и 823 женщины). Жителей разных сословий, не причисленных к сельскому сообществу, было 29 человек (16 мужчин и 13 женщин).
В середине 1890-х годов в селе числилось по окладным листам 386 ревизских душ, по посемейным спискам — 1500 наличных душ (800 мужчин и 700 женщин). Иногородних, прибывших из тех же губерний, что и коренное население, проживало 330 (180 мужчин и 150 женщин). В 1897 году численность населения выросла до 1974 человек, из них 1891 — немцы:43. По «Памятной книжке Ставропольской губернии на 1898 год» в Довсунском было 2091 жителей, в том числе 1840 коренных (970 мужчин и 870 женщин) и 251 иногородний (145 мужчин и 106 женщин).
По данным за 1903 год в селе Довсунском Благодарненского уезда всего проживало 2294 человек, из них коренных жителей — 2204 (1108 мужчин и 1096 женщин), иногородних — 90 (43 мужчины и 47 женщин). Согласно ведомости о населении за 1908 год, число жителей села составляло 4523 человек, из них коренных — 3478 (1766 мужчин и 1712 женщин), иногородних — 1045 (554 мужчины и 491 женщина). На тот момент Довсунское находилось на 27-м месте по населению среди 39 сёл Благодарненского уезда.
| Численность населения по годам, чел. | Численность населения по годам, чел. | Численность населения по годам, чел. | Численность населения по годам, чел. | Численность населения по годам, чел. | Численность населения по годам, чел. | Численность населения по годам, чел. | Численность населения по годам, чел. | Численность населения по годам, чел. | Численность населения по годам, чел. | Численность населения по годам, чел. | Численность населения по годам, чел. |
| 1880:64                              | 1889                                 | 1897:43                              | 1902:15                              | 1903                                 | 1908                                 | 1909:98                              | 1914                                 | 1918                                 | 1920                                 | 1925                                 | 1926:255                             |
| ------------------------------------ | ------------------------------------ | ------------------------------------ | ------------------------------------ | ------------------------------------ | ------------------------------------ | ------------------------------------ | ------------------------------------ | ------------------------------------ | ------------------------------------ | ------------------------------------ | ------------------------------------ |
| 62                                   | ↗1697                                | ↗1974                                | ↗2849                                | ↘2294                                | ↗4523                                | ↗4527                                | ↘4474                                | ↘3295                                | ↗3437                                | ↘3069                                | ↘2927                                |

По «Памятной книжке Ставропольской губернии на 1909 год» население Довсунского делилось на 2 сословия: мещане и крестьяне. Первых числилось 23 человека (10 мужчин и 13 женщин), вторых — 4282 (2222 мужчины и 2060 женщин). Вместе с ними также проживало 19 «иностранцев» (12 мужчин и 7 женщин). Общее число жителей составляло 4334 человек (2244 мужчины и 2090 женщин). В соответствии со «Списками населённых мест Ставропольской губернии (по данным 1909 года)» в селе проживало 4527 человек (2320 мужчин и 2207 женщин):98.
Согласно «Памятной книжке Ставропольской губернии на 1915 год» число жителей села составляло 3964 человек (2038 мужчин и 1926 женщин), включая 222 иногородних (113 мужчин и 109 женщин). После прихода к власти большевиков и окончания Гражданской войны в России численность населения в Довсунском сократилась.
В 1925 году в селе Довсун Ставропольского округа Северо-Кавказского края насчитывалось 3069 жителей (1443 мужчины и 1626 женщин):266. Оно было крупнейшим немецким населённым пунктом в составе округа. В 1926 году общее число жителей составило 2927 человек (1400 мужчин и 1527 женщин), из них немцев — 2700 (1287 мужчин и 1413 женщин), великороссов — 200 (101 мужчина и 99 женщин):15.

## Образование
Согласно адрес-календарю Ставропольской губернии на 1893 год, в селе Довсунском было одно церковно-приходское учебное заведение — Довсунское евангелическо-лютеранское училище, в котором служил учителем Иоганн Федотович Олюп. Училище относилось к 1-му инспекторскому району губернской Дирекции народных училищ. По данным справочника «Ставропольская губерния в статистическом, географическом, историческом и сельскохозяйственном отношениях», изданного в 1897 году, в селе функционировали уже три церковно-приходских училища: Карлсруэское, Германсбургское и Иоганнесгеймское. Карлусруэское училище помещалось в молитвенном доме, построенном в 1881 году. В классе обучалось 63 мальчика и 53 девочки. Преподавателем был выпускник Юрьевской учительской семинарии, проживавший в том же доме в двухкомнатной квартире с кухней. За свою работу он получал 350 рублей и 15 четвертей пшеницы в год. Помещением для Германсбургского училища служил другой молитвенный дом. Там находились классная комната и квартира учителя, состоявшая из двух небольших комнат и кухни. Во дворе были устроены сарай и погреб. При доме также имелся небольшой палисадник. В адрес-календаре на 1898 год перечислен преподавательский состав всех трёх училищ: Карлсруэское — учителя Р. Вольберг, Францевич и попечитель Г. Ф. Шмидт; Германсбургское — учитель И. И. Вольф; Иоганнесгеймское — учитель Вирпадж.
В «Памятной книжке Ставропольской губернии на 1904 год» действовавшие в селе лютеранские училища значатся как Довсунское 1-е, Довсунское 2-е и Довсунское 3-е. Общее число их учащихся составляло 282. В 1904 году почётным блюстителем первого училища был Вильгельм Генрихович Гельмут (с 1901 года), учителем — Герман Людвигович Ессе (до 1904 года — Рейнгардт Фридрихович Вольберг); почётным блюстителем второго училища — Август Вильгельмович Пауль (до 1904 года — Иван Иванович Лайс), учителем — Иоганн Иоганнович Вольф; почётным блюстителем третьего училища — Яков Ефремович Фрезе (до 1904 года — Карл Михайлович Пет), учителем — Фридрих Фёдорович Нейланд (с 1903 года). Годовой заработок преподавателя И. И. Вольфа составлял 250 рублей, Ф. Ф. Нейланда — 300 рублей. Самое крупное жалование получал преподаватель Довсунского первого училища Г. Л. Ессе — 360 рублей в год. Все трое имели звание учителя начальных училищ.
В адрес-календаре на 1913 год упоминается только о двух училищах в Довсунском — 1-м одноклассном (учитель Иоганн Иоганович Вольф) и 2-м одноклассном (учитель — Павел Филиппович Зель). Согласно адрес-календарю на 1915 год в селе насчитывалось уже пять одноклассных училищ, относившихся к 4-му инспекторскому району: 1-е (Г. Клейншмидт), 2-е (Р. Пидэ), 3-е (П. Зель), 4-е (А. Шелкопляс) и 5-е (С. Герман):214. В адрес-календаре на 1919 год содержатся сведения о четырёх одноклассных училищах — Довсунском 1-м (заведующий Густав Вильгельмович Клейншмидт), Довсунском 2-м (заведующий Рудольф Адольфович Пирдэ, учитель Людовик Мартинович Крист), Довсунском 3-м (заведующий Павел Филиппович Зель, учитель Альберт Фёдорович Крейтер) и Довсунском 4-м (заведующий Антоний Георгиевич Шелкопляс).
В соответствии со списком населённых мест Северо-Кавказского края на 1925 год, в селе Довсунском числилось 2 начальных школы:266—267. По воспоминаниям уроженки Довсунского О. Сайбель, которая пошла в школу в 1938 году, преподавание велось на немецком языке, а к концу 1930-х годов был введён русский язык. По сведениям другого жителя села, Ф. Рогальского, «в 1937 г. все школы перешли
на русский язык обучения, а немецкий вообще запретили».

## Религия
По вероисповеданию жители села Довсунского относились к различным неправославным христианским конфессиям и сектам. В справочнике А. И. Твалчрелидзе «Ставропольская губерния в статистическом, географическом, историческом и сельскохозяйственном отношениях» (1897) указано, что среди довсунцев были лютеране и католики, а также сектанты — субботники и баптисты. Первая секта имела четырёх последователей, вторая — семерых. Дальнейшего распространения этих сект, по словам Твалчрелидзе, не замечалось.
По имеющимся данным, лютеране преобладали среди немецкого населения Довсунского. В 1880—1890-х годах в селе имелось два лютеранских молитвенных дома (кирхи), построенных из кирпича (церковной земли при них не было). К 1898 году таких домов стало уже три. Все они находились в ведении евангелическо-лютеранского церковного совета в городе Ставрополе.
В течение длительного времени лютеранские молитвенные дома имелись в трёх из четырёх колоний, образовывавших село Довсунское: Германсбург, Иоганнисгейм и Карслруэ. В Вильгельмсгее (Вильгельмсгоф) своего молитвенного дома не было, а ближайший находился на расстоянии более одной версты, что создавало определённые неудобства проживавшим в этой колонии лютеранам при посещении молитвенных собраний. По этой причине в январе 1911 года жители Вильгельмсгее Карл Бушман и Пётр Рогальский решили пожертвовать недавно построенный ими дом для удовлетворения нужд верующих, а также для обустройства в нём школы. Дом представлял собой покрытое поливной черепицей одноэтажное саманное здание, состоявшее из четырёх комнат и двух прихожих. В июле того же года Министерство внутренних дел дало разрешение церковному совету евангелическо-лютеранского прихода в городе Ставрополе «принять жертвуемое <…> здание, стоимостью 2003 рубля, выстроенное <…> во входящей в состав сего прихода колонии Вильгель[м]сгоф, на общественной земле, для обращения его в молитвенный и школьный дом».
Согласно изданию «Статистика русских баптистов за 1910 год», составленному в 1911 году Вильгельмом Андреевичем Фетлером, в ноябре 1903 года в селе была образована Довсунская община баптистов (информации о её регистрации в источнике нет). По данным 1910 года наставником (пресвитером) общины числился Харлампий Никифорович Тараканов, а его помощником — Платон Тихонович Бобров. На 1 января 1911 года число её членов составляло 61 человек, общее число душ (членов и их не принятых в общину детей) — 123. У баптистов села Довсунского были свой молитвенный дом и хор из 28 певчих. Собрания членов общины проходили в молитвенном доме по воскресеньям и в праздничные дни (в 8 часов утра, в 2 часа дня и в 5 часов вечера). В опубликованном В. А. Фетлером кассовом отчёте сообщается о поступлении в 1910 году в Довсунскую баптистскую общину 479 рублей, из которых было израсходовано 460 рублей, в том числе 100 — «на миссию», 135 — «на нужды общины», 40 — «на содержание проповедника», 45 — «на постройку молитвенного дома» и 140 — «на другие нужды». Сведения о стоимости имущества общины, долгах и чистом капитале в источнике не приводятся.
Из рапорта прасковейского уездного исправника Герина, направленного 15 января 1911 года в Ставропольское губернское правление, известно о двух прошениях баптистов колоний Либенталь Прасковейского уезда, Каново Терской области и села Довсунского Благодарненского уезда, ходатайствующих об утверждении для них общего духовного наставника в лице жителя Либенталь по имени Генрих Штраух. По объяснению просителей, наставник баптистов Каново убыл на постоянное жительство во Владикавказ, а наставник баптистов Довсунского — в Хасавюрт. Поскольку «колония Каново и село Довсунское находятся от колонии Либенталь на незначительном расстоянии, — говорилось в рапорте, — назначенный наставником проживающий в этой колонии поселянин Гейнрих Штраух имел бы возможность исполнять религиозные требы тех и других баптистов». В мае 1911 года в губернское правление также поступило письменное заявление, подписанное двадцатью баптистами колонии Либенталь и села Довсунского, об образовании в Либенталь, на основании именного Высочайшего указа от 17 октября 1906 года, религиозной общины под названием «Община евангельских христиан баптистов» с просьбой о её регистрации. Как сообщалось в этом документе, число членов общины составляло 112 человек обоего пола. Молитвенного дома у них не было, религиозные службы сектанты проводили в своём «Братском доме» в колонии Либенталь. Наставником баптистов состоял Г. Штраух.
По памятным книжкам Ставропольской губернии на 1915 и 1916 годы, село Довсунское было прикреплено к Спасской общине евангельских христиан-баптистов, объединявшей верующих из двадцати с лишним сёл (волостных центров) Благодарненского уезда. Центр общины находился в селе Спасском. Наставником и заведующим делами общины в этот период был Иосиф Иванович Погорелов:210.
По данным Государственного архива Ставропольского края, к 1 января 1920 года в комплексе колоний села Довсунского действовали 3 молитвенных дома — в Карлсруэ, Вильгельмгсее и Германсбург. В советское время в одной из кирх был размещён дом культуры.
В 1929—1930 годах деятельность всех религиозных конфессий на территории Ставропольской губернии была прекращена.

## Известные уроженцы
- Литау Фрида Гавриловна — доярка Кокчетавской областной сельскохозяйственной опытной станции (Казахская ССР). Герой Социалистического Труда (1966)[95].
- Миллер Иосиф Иванович — директор совхоза «Карагандинский» Возвышенского района Северо-Казахстанской области (Казахская ССР). Герой Социалистического Труда (1981)[96].

## Карты
- Лист карты L-38-112 Чернолесское. Масштаб: 1 : 100 000. Состояние местности на 1981 год. Издание 1985 г.